# 突頜鯛
突頜鯛為輻鰭魚綱鱸形目鱸亞目鯛科的其中一種，分布於中東大西洋的維德角群島海域，棲息深度40-60公尺，體長可達52公分，棲息在岩石底質海域，屬肉食性，以蠕蟲為食，可做為食用魚。